# Nahariya

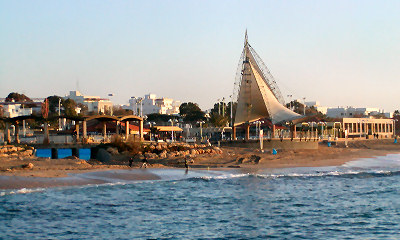
Bãi biển Nahariya

Nahariya (tiếng Do Thái: נהריה, tiếng Ả Rập: نهاريا) là một thành phố duyên hải cực bắc của Israel. Thành phố Nahariya thuộc quận Bắc. Thành phố Nahariya có diện tích km2, dân số là 51.200 người (năm 2010). Nahariya được thành lập bởi những người nhập cư Do Thái Đức từ aligah thứ 5 thập niên 1930. Nhà bắt đầu được xay năm 1933 và hai gia đình đầu tiên định cư lâu dài ở Nahariya ngày 10 tháng 2 năm 1935, nay được xem là ngày thành lập của Nahariya.

## Người dân địa phương
- Gilad Shalit, binh sĩ Israel